# حديقة الطباشير (رواية)
حديقة الطباشير (بالإنجليزية: The Chalk Garden)‏ هي مسرحية للكاتبة الإنجليزية إنيد باغنولد، عرضت للمرة الأولى في برودواي عام 1955.
المسرحية تحكي قصة مسز موغام وحفيدتها لوريل. وقد حظيت المسرحية بنجاح عالمي وتحولت إلى فيلم عام 1964.

## روابط خارجية
- حديقة الطباشير على موقع IMDb (الإنجليزية)
- حديقة الطباشير على موقع ميتاكريتيك (الإنجليزية)
- حديقة الطباشير على موقع روتن توميتوز (الإنجليزية)
- حديقة الطباشير على موقع ألو سيني (الفرنسية)
- حديقة الطباشير على موقع Turner Classic Movies (الإنجليزية)
- حديقة الطباشير على موقع أول موفي (الإنجليزية)
- حديقة الطباشير على موقع فيلمافينيتي (الإسبانية)
- حديقة الطباشير على موقع قاعدة بيانات الأفلام السويدية (السويدية)
- حديقة الطباشير على موقع قاعدة بيانات الفيلم (الإنجليزية)
- حديقة الطباشير على موقع ليتربوكسد (الإنجليزية)